# Ямама
Аль-Яма́ма (араб. اليمامة‎) — историческая область в центральной части Аравийского полуострова. Предположительно, простиралась к востоку от полупустыни Дахна, вдоль вади Ирд и на склонах горной цепи Тувайк.

## История
В древности — земледельческая область, через которую проходили караванные пути, соединявшие Наджран с Ираком и Хиджаз с Восточной Аравией.
В VII веке была населена племенем Бану Ханифа, из которого происходил Мусайлима, известный в мусульманском священном предании как лжепророк.
В VIII веке — обширная область с многочисленными поселениями.
С 867 года до середины XI века в Ямаме существовал эмират Бану Ухайдир с центром в Хидриме, после падения которого власть перешла к племени Бану Килаб.
В настоящее время название «Ямама» применяется к оазису в вади аль-‘Уджейми (Саудовская Аравия).